# Міжнародний майстер
Міжнародний Майстер (англ. International Master) — титул, який надається шахістам світовою шаховою організацією ФІДЕ. Титул можливий, як для чоловіків, так і для жінок. Заснований в 1950 році. ФІДЕ також має нижчий титул — Майстер ФІДЕ, та вищий — Гросмейстера.
Аби отримати цей титул потрібно мати три сприятливі результати (норми) в міжнародних турнірах, що включають інших міжнародних майстрів і гросмейстерів.
Міжнародні майстри зазвичай мають ЕЛО рейтинг між 2400 і 2500 пунктами. Хоча іноді можуть бути дуже сильні ММ, які ще не стали гросмейстерами і мають рейтинг за 2500.
Титулом міжнародного майстра можуть також бути нагороджені шахісти, які досягли певних результатів. Наприклад, за поточними правилами,- шахіст, який бере участь в Молодіжному Чемпіонаті Світу нагороджується титулом міжнародного майстра, якщо він чи вона ще не мають його.
Після отримання титулу ММ, професійні гравці зазвичай ставлять собі наступну мету — стати гросмейстером, хоча не всі досягають цього. Але можна стати гросмейстером і без титулу міжнародного майстра. Ларрі Крістіансен із США (1977), Борис Гельфанд (1988) та Рафаел Ваганян з СРСР (1971), і колишній чемпіон світу Володимир Крамник стали гросмейстерами ніколи не бувши міжнародними майстрами.
Титулом міжнародного майстра також нагороджують гравців в шахи по листуванню та композиторів шахових задач.
ФІДЕ також нагороджує шахісток титулом Жіночий Міжнародний Майстер, який має нижчі вимоги ніж титул міжнародного майстра і надається тільки жінкам.